# Taille-crayon

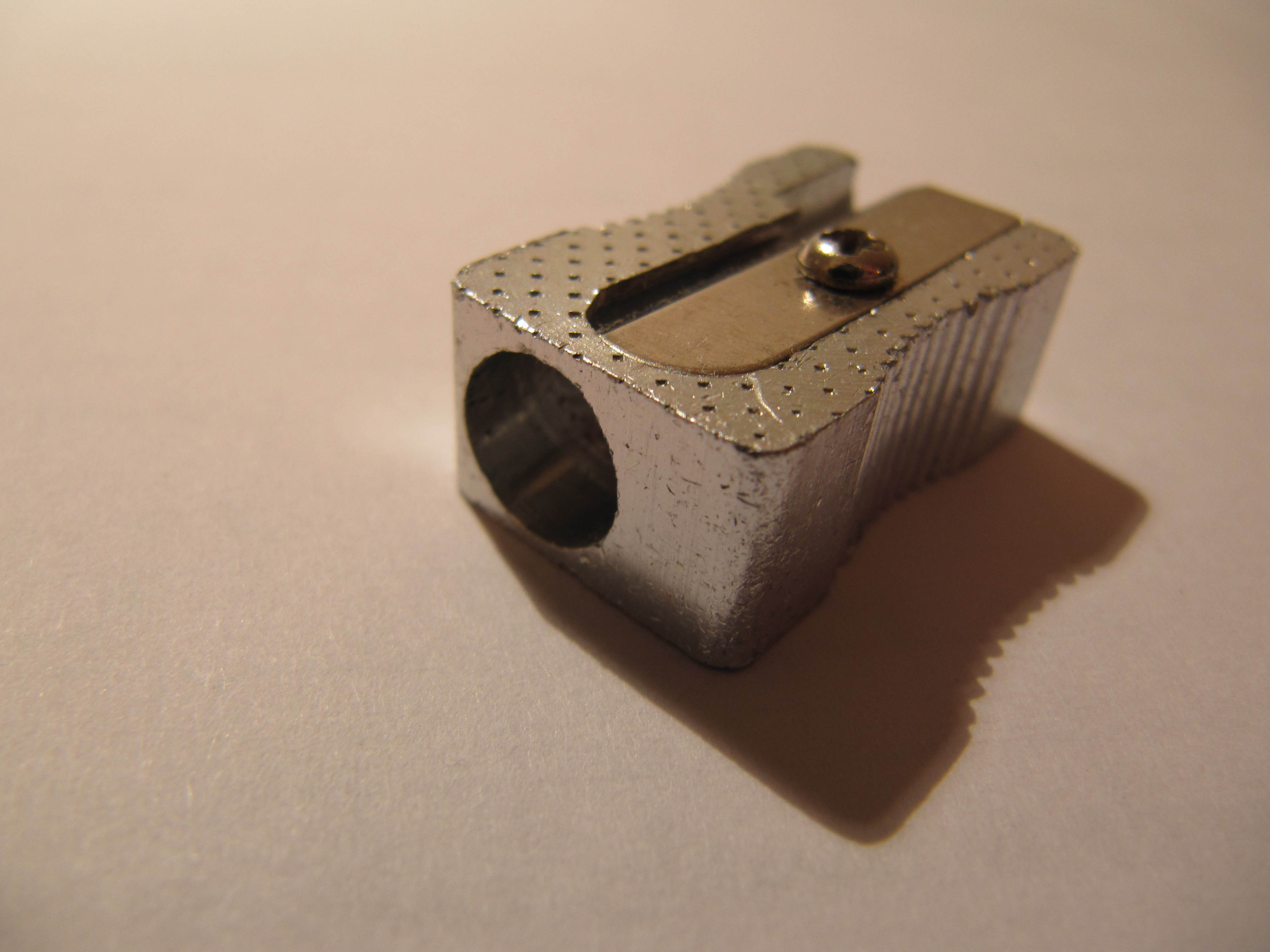
Taille-crayon manuel en magnésium

Un taille-crayon, ou un aiguisoir au Canada, est un instrument permettant de rendre pointue l'extrémité d'un crayon en taillant la matière qui entoure la mine et en affûtant celle-ci.
Il existe des taille-crayons manuels, mécaniques et électriques.
Certains sont doubles, pour plusieurs diamètres de crayon. Parfois, ils contiennent un réservoir, pour recueillir les épluchures.

## Histoire

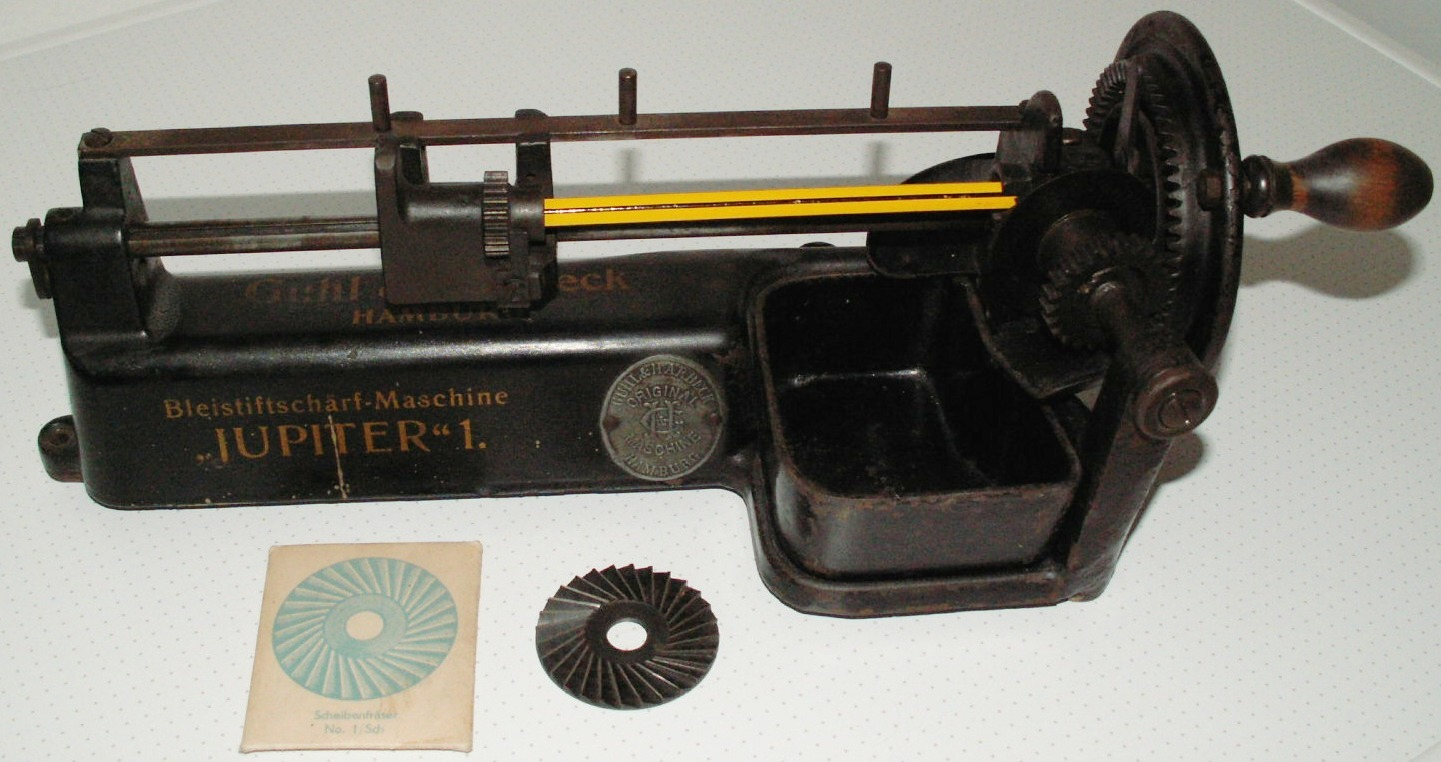
Machine à tailler les crayons

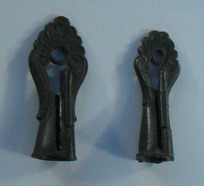
Taille-crayon japonais

Les premiers outils utilisés pour tailler les crayons ont été des couteaux ou des canifs.
Le développement des taille-crayons a commencé en France.
Dans un livre français de 1822, il est fait état en détail d'une invention de Monsieur C. A. Boucher (Paris) pour la construction d'un taille-crayon,. Il travaillait avec des pantographes et avait apparemment besoin d'un appareil pour tailler les crayons avec précision. Le dispositif de M. Boucher était techniquement sensible et fonctionnel. Son idée était également connue et reconnue au niveau international, comme le montrent les articles correspondants de la littérature allemande de cette époque. Mais M. Boucher n'a pas déposé de brevet pour son taille-crayon. Une utilisation commerciale de ses inventions est peu probable.
Le mathématicien français Bernard Lassimone a appliqué le premier brevet mondial (brevet français no 2444) sur un taille-crayon en 1828. Les dispositifs de taille-crayons utilisant ce brevet ont été fabriqués et vendus par Binant, un magasin d’accessoires de peinture à Paris.
Dans les années 1830 et 1840, des Français, tous basés à Paris, se sont lancés dans la construction de simples outils pour tailler les crayons, comme François Joseph Lahausse.
Ces appareils ont été partiellement vendus mais sans portée suprarégionale. En 1847, Gaspard de Thierry des Estivaux dépose à Paris un brevet pour un outil formé d'un tube, d'un cône et muni d'une lame et invente un simple taille-crayon tenu dans la main sous sa forme moderne et reconnaissable,.
Le premier taille-crayon américain a été breveté par Walter Kittredge Foster de Bangor, dans le Maine, en 1855,. Il a fondé une société – la première société de taille-crayons au monde – et a fabriqué de tels petits taille-crayons à main. Quelques années plus tard, les taille-crayons sont également vendus en Europe sous le nom de « taille-crayons américains ».
Peu après à Erlangen en Allemagne, Theodor Paul Möbius met au point et commercialise un outil formé d'une tôle affûtée courbée en forme de cône.
Ces deux inventeurs sont considérés comme les pères du taille-crayon manuel encore utilisé aujourd'hui.
La production de masse des crayons commence dans la seconde moitié du XIXe siècle. En parallèle se développe la production de taille-crayons manuels fabriqués par l'industrie de la ferblanterie et de taille-crayons mécaniques qui font l'objet du dépôt de nombreux brevets
dans le monde entre 1850 et 1900.
Au début du XXe siècle le taille-crayon devient un objet de grande consommation, tant dans les écoles que dans les bureaux. Le marché est international, avant la Première Guerre mondiale, le Japon exporte des taille-crayons de forme orientale en Europe.

## Taille-crayons mécaniques et électriques

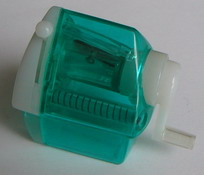
Taille-crayon mécanique

Les taille-crayons mécaniques sont en général actionnés par une manivelle. Les taille-crayons électriques fonctionnent sur les mêmes principes mais sont actionnés par un petit moteur électrique.
Trois techniques sont utilisées pour retirer le bois qui se trouve autour de la mine :
- abrasion du bois par des limes ou de la toile émeri ;
- coupe par des lames, comme dans le taille-crayon manuel : le nombre de lames peut atteindre une dizaine ;
- coupe par des sortes d'engrenages affûtés qui sont l'équivalent de lames sans fin.

Le crayon est fixé sur un support ou bloqué par un système de mâchoires. La machine fait alors tourner les lames ou les limes. Ces trois types de taille-crayons sont encore fabriqués et font l'objet de nombreux brevets.

## Taille-crayons manuels
Plusieurs sortes de taille-crayons ont été fabriquées mais aujourd'hui seul le taille-crayon conique à lame est encore utilisé. Il peut être fabriqué dans des matières très diverses : Les plus fréquentes sont le magnésium et les matières thermoplastiques, mais on trouve aussi des taille-crayons en bois, aluminium, bakélite, laiton, plomb, etc.
Le tout premier outil utilisé a été le couteau puis des perfectionnements ont été apportés à la lame plate pour faciliter la découpe du bois.

### Taille-crayon à «guillotine»
La lame reste droite mais est prise dans un étrier métallique avec sa partie coupante vers l'intérieur de l'étrier

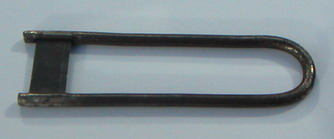
Taille-crayon « guillotine »

### Taille-crayon à lame concave
Une petite lame comportant une encoche concave de la dimension du crayon est fixée en extrémité d'un manche en bois.

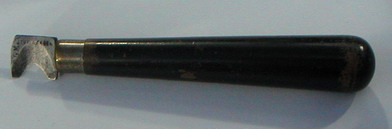
Taille-crayon couteau

### Taille-crayon rabot
La lame concave n'est plus emmanchée mais est encastrée dans une rigole sur une plaque (qui peut être un couvercle de boîte). Le crayon est glissé le long de la rigole.

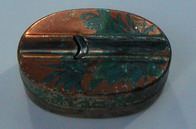
Taille-crayon rabot

### Taille-crayon conique à lame
La lame droite est fixée sur l'arête du cône dans lequel on introduit l'extrémité du crayon à qui l'on donne un mouvement de rotation.
La lame est soit spécifique au taille-crayon et en général fixée par une vis, mais elle peut aussi être sertie dans le matériau du cône ou être une lame de rasoir à main montée comme sur un rasoir.

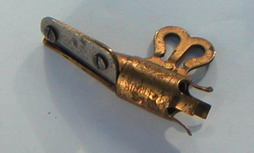
Taille-crayon (États-Unis)
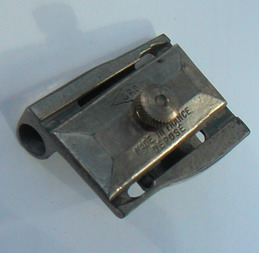
Taille-crayon à lame de rasoir

Les taille-crayons étant devenus des objets de grande consommation, leurs formes ont cherché à séduire le client potentiel.

Entre les deux guerres, les taille-crayons sont généralement en métal ou en bois et représentent des objets courants.
Des taille-crayons en terre cuite ont été largement importés de Chine après la Seconde Guerre mondiale.
Des formes les plus diverses ont été utilisées, en particulier par les grandes marques telles que PLAY-ME ou EMB-MARTI.
Enfin, la publicité a atteint le domaine des taille-crayons.

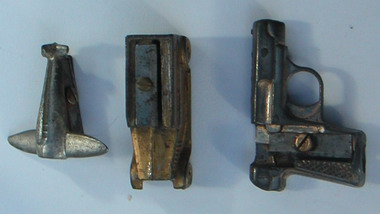
Taille-crayon (1920)
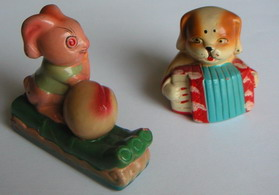
Taille-crayon chinois
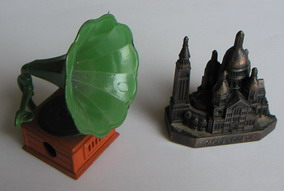
Taille-crayon Play Me
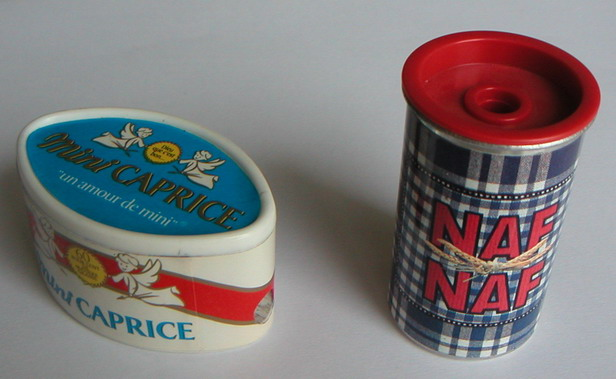
Taille-crayon publicitaire